# Orgasm (cocktail)
L'Orgasm è stato un cocktail alcolico riconosciuto ufficialmente dalla International Bartenders Association ("IBA") sotto la categoria Popular Cocktail.

## Ingredienti
- 3.0 cl di Cointreau
- 3.0 cl di Baileys Irish Cream
- 2.0 cl di Grand Marnier

## Preparazione
Si versano gli ingredienti direttamente in un bicchiere tipo old fashioned (oppure in uno shot glass, uno di quei bicchieri che in Italia si usano per la grappa). Si guarnisce con una ciliegina al maraschino.